# Шуховцев, Евгений Герасимович
Евгений Герасимович Шуховцев (7 мая 1927, д. Семёновка, Подовинный район, Челябинская область — 29 ноября 1997, там же) — советский передовик производства, бригадир комплексной бригады колхоза имени Т. Г. Шевченко, Челябинской области. Герой Социалистического Труда (1971).

## Биография
Родился 7 мая 1927 года в деревне Семёновка Подовинного района в крестьянской семье.
С 1942 года в период Великой Отечественной войны, после окончания пяти классов сельской средней школы начал свою трудовую деятельность — колхозником, сенокосником и учётчиком в колхозе имени Т. Г. Шевченко деревни Семёновка.
С 1945 года призван в ряды РККА и направлен на службу в войска НКВД Украинской ССР, участник боевых действий и спецопераций против Украинской повстанческой армии на территории Западной Украины. За участие в боевых действиях в 1990 году был награждён Орденом Отечественной войны 2-й степени.
С 1948 года после демобилизации из рядов Советской армии, начал работать — звеньевым, с 1952 по 1957 годы — заведующим овцеводческой фермой, с 1957 по 1960 годы — помощником бригадира и с 1960 года — бригадиром комплексной бригады в колхозе имени Т. Г. Шевченко Октябрьского района Челябинской области. Под руководством Е. Г. Шуховцева комплексная бригада с 1966 по 1970 годы в период восьмой пятилетки добивалась высоких показаний: урожайность зерновых достигла 22,2 центнера с гектара, а надои молока на одну фуражную корову составили более 2500 килограммов.
22 марта 1966 года Указом Президиума Верховного Совета СССР «за высокие достижения в труде» Евгений Герасимович Шуховцев был награждён Орденом Знак Почёта.
8 апреля 1971 года Указом Президиума Верховного Совета СССР «за выдающиеся успехи, достигнутые в развитии сельскохозяйственного производства и выполнении пятилетнего плана продаж государству продуктов земледелия и животноводства» Евгений Герасимович Шуховцев был удостоен звания Героя Социалистического Труда с вручением Ордена Ленина и золотой медали «Серп и Молот».
После выхода на заслуженный отдых жил в селе Семёновка.
Умер 29 ноября 1997 года, похоронен в родном селе Семёновка.

## Награды
- Медаль «Серп и Молот» (08.04.1971)
- Орден Ленина (08.04.1971)
- Орден Отечественной войны II степени (20.04.1990[2])
- Орден Знак Почёта (22.03.1966)

### Звания
- Почётный гражданин Октябрьского района Челябинской области (23.06.1987)[3]